# Östergötlands runinskrifter 144
Ög 144 är en vikingatida runsten i Ödeshögs kyrka, Ödeshögs socken och Ödeshögs kommun. 
Runsten, av rödaktig granit, är 2,25 m hög och 1,45 m bred. Inmurad i norra kyrkomuren, ristningen utåtvänd. 
Runsten inmurad i norra väggen i Ödeshögs kyrka. Uppmålad 1987.

## Inskriften
Translitterering av runraden:
...l : reisþi (:) stein : þena : eftiʀ : helga : faþur : s...
Normalisering till runsvenska:
... ræisþi stæin þenna æftiʀ Hælga, faður s[inn].
Översättning till nusvenska:
-l reste denna sten efter Helge, sin fader.